# Simon Gauzy
Simon Gauzy, född 25 oktober 1994, är en fransk bordtennisspelare.

## Karriär
Vid olympiska sommarspelen för ungdomar 2010 i Singapore tog Gauzy brons i singel. Vid europeiska spelen 2015 i Baku tog han silver i lagtävlingen. Vid EM 2015 i Jekaterinburg tog han brons i lagtävlingen.  Vid olympiska sommarspelen 2016 i Rio de Janeiro blev Gauzy utslagen i den tredje omgången i singel av ukrainske Kou Lei samt var en del av Frankrikes lag som blev utslagna i den första omgången i lagtävlingen. Vid EM 2016 i Budapest tog han silver i singel.
Vid EM 2017 i Luxemburg tog Gauzy brons i lagtävlingen. Vid EM 2019 i Nantes tog han återigen brons i lagtävlingen. Vid EM 2020 i Warszawa tog Gauzy brons i mixeddubbel tillsammans med Prithika Pavade. Vid olympiska sommarspelen 2020 i Tokyo, som arrangerades 2021, blev han utslagen i den fjärde omgången i singel av kinesiske Ma Long samt var en del av Frankrikes lag som blev utslagna i kvartsfinalen i lagtävlingen.
Vid europeiska spelen 2023 i Kraków tog Gauzy brons i lagtävlingen. Vid VM 2024 i Busan tog han brons i lagtävlingen. Vid olympiska sommarspelen 2024 i Paris var Gauzy en del av Frankrikes lag som tog brons i lagtävlingen efter att ha besegrat Japan i bronsmatchen. Vid EM 2024 i Linz tog han brons i mixeddubbel tillsammans med Prithika Pavade.